# Productora y Comercializadora de Televisión
PCTV, acrónimo de Productora y Comercializadora de Televisión es una empresa de televisión mexicana que administra varios proveedores de televisión por cable y produce señales de TV por suscripción.

## Canales Propios
| Nombre                             | Tipo     | Notas |
| ---------------------------------- | -------- | --- |
| Meganoticias MX (Disponible en HD) | Noticias | Canal de entretenimiento con contenidos generalistas, incluye también cápsulas informativas.                                       |
| TVC Deportes (Disponible en HD)    | Deportes | Canal con programación deportiva.                                                                                                  |
| TVC Deportes 2                     | Deportes | Canal con programación deportiva.                                                                                                  |
| Pánico (Disponible en HD)          | Cine     | Canal que emite películas, series, cápsulas y animé de terror y sus subgéneros.                                                    |
| Cinema Platino                     | Cine     | Canal que emite películas de Corte Internacional y Cine de Hollywood.                                                              |
| Cinema Platino 2                   | Cine     | Canal que emite películas de Corte Internacional y Cine de Hollywood.                                                              |
| Cine Mexicano                      | Cine     | Canal que emite películas mexicanas de la época de oro hasta los 2000's (No confundirse con la señal de mismo nombre de Olympusat) |

## Antiguas Señales
| Nombre                   | Tipo                  | Notas |
| ------------------------ | --------------------- | --- |
| Cable Kin (1995-1999)    | Infantil              | Era un canal que emitía animé y series infantiles. El canal fue cerrado en 1999 por baja audiencia. |
| Platino Plus (1995-2011) | Cine                  | Era un canal que emitía películas de Corte Internacional y Cine de Hollywood dobladas al español, cesó transmisiones en 2011 y fue sustituido por el canal Pánico.                                                                                              |
| ARTVC (2010-2014)        | Mundo y Cultura       | Era un canal que emitía las mejores películas de arte y documentales, salió del aire en 2014 por baja audiencia. |
| TVC (1989-2021)          | Generalista, Noticias | Era el canal principal de PCTV, que en un inicio emitía programas de variedad, caricaturas, series, películas y programas de revista, pero recientemente cambió su giro a ser un canal exclusivamente de noticias. En 2021 fue reemplazado por Meganoticias MX. |

- Datos: Q6087411